# Qualificazioni al campionato mondiale di calcio 2026 - AFC - seconda fase - girone F
Questa voce raccoglie i risultati delle partite del girone F valido come secondo turno di qualificazione al Campionato mondiale di calcio 2026 per la zona di competenza dell'AFC.
| Squadra   | P.ti | G | V | P | S | RF | RS | DR  |
| --------- | ---- | - | - | - | - | -- | -- | --- |
| Iraq      | 18   | 6 | 6 | 0 | 0 | 17 | 2  | +15 |
| Indonesia | 10   | 6 | 3 | 1 | 2 | 8  | 8  | 0   |
| Vietnam   | 6    | 6 | 2 | 0 | 4 | 6  | 10 | -4  |
| Filippine | 1    | 6 | 0 | 1 | 5 | 3  | 14 | -11 |

## Risultati

### 1ª giornata
| Arbitro: | Ahmed Eisa |

|                                                              |           |                 |
| Resan 20’ Amat 35’ (aut.) Rashid 60’ Amyn 81’ El-Zubaidi 88’ | Marcatori | 45+3’ Pattynama |

| Arbitro: | Rustam Lutfullin |

|  |           |                       |
|  | Marcatori | 16’ Toàn 90+4’ Nguyen |

### 2ª giornata
| Arbitro: | Kim Jong-hyeok |

|              |           |            |
| Reichelt 23’ | Marcatori | 70’ Saddil |

| Arbitro: | Abdulla Al-Marri |

|  |           |               |
|  | Marcatori | 90+7’ Mohanad |

### 3ª giornata
| Arbitro: | Salman Ahmad Falahi |

|             |           |  |
| Maulana 52’ | Marcatori |  |

| Arbitro: | Abdullah Jamali |

|         |           |  |
| Ali 84’ | Marcatori |  |

### 4ª giornata
| Arbitro: | Alireza Faghani |

|  |           |                                        |
|  | Marcatori | 9’ Idzes 23’ Oratmangoen 90+8’ Sananta |

| Arbitro: | Nazmi Nasaruddin |

|  |           |                                                             |
|  | Marcatori | 14’ (rig.), 36’ Hussein 30’ Al-Ammari 62’ Iqbal 77’ Tahseen |

### 5ª giornata
| Arbitro: | Shaun Evans |

|  |           |                              |
|  | Marcatori | 54’ (rig.) Hussein 88’ Jasim |

| Arbitro: | Hanna Hattab |

|                                               |           |                          |
| Nguyễn Tiến Linh 65’, 76’ Phạm Tuấn Hải 90+5’ | Marcatori | 62’ Reichelt 89’ Ingreso |

### 6ª giornata
| Arbitro: | Omar Al-Ali |

|                                    |           |                   |
| H. Ali 12’ Jasim 71’ Hussein 90+2’ | Marcatori | 84’ Phạm Tuấn Hải |

| Arbitro: | Rustam Lutfullin |

|                    |           |  |
| Haye 32’ Ridho 56’ | Marcatori |  |